# Louis-Félix-Étienne Turgot
Pour les articles homonymes, voir Turgot (homonymie).
Louis Félix Étienne, marquis de Turgot, est un diplomate et homme politique français, né à Bons-Tassilly (Calvados) le 26 septembre 1796 et mort à Versailles (Seine-et-Oise) le 2 octobre 1866.

## Biographie
Petit neveu du célèbre ministre Turgot, ce jeune légitimiste sorti de Saint-Cyr est chevau-léger dans la garde qui suit Louis XVIII à Gand. Officier aux cuirassiers de la Garde royale sous la Restauration, il démissionne le 26 juillet 1830. Le 26 février de la même année, il célèbre son mariage avec Louise Mouton de Lobau. Elle est la fille du Maréchal de France et de Félicité Carroline, princesse d'Arberg et du Saint-Empire. De cette union naît Jacques-Louis Turgot (futur époux de Tecla de Montaignac, en 1867, et de Madame Dubois de L'Estaing). Rapidement rallié à Louis-Philippe, Louis Félix Étienne entre à la Chambre des pairs en 1832, où il siège avec la droite et soutient la politique conservatrice.
Après l'élection présidentielle de 1848, il devient un fervent partisan de Louis-Napoléon Bonaparte. Il n'a plus d'activité officielle lorsque, le 26 octobre 1851, il est nommé ministre des Affaires étrangères, dans le cabinet où figurent Saint-Arnaud et Maupas, chargés de préparer le coup d'État du 2 décembre 1851. Sans doute le marquis de Turgot doit-il cette surprenante promotion à son nom autant qu'à sa position mondaine. Bien qu'il ne soit pas tenu, semble-t-il, dans la confidence du coup d'État, il soutient totalement, en homme d'ordre, le nouveau régime qu'il est chargé de faire admettre par les chancelleries européennes. Le 28 juillet 1852, il est remplacé aux Affaires étrangères par Drouyn de Lhuys et il est nommé sénateur. En avril 1853, il obtient le poste d'ambassadeur à Madrid. Au cours de sa mission, un duel l'oppose à son homologue américain, qui le blesse gravement. Rétabli, il devient en août 1858 ambassadeur à Berne, où il ne reste pas moins de huit années, jusqu'à sa mort en 1866. Il est inhumé dans la chapelle funéraire de la famille Turgot au cimetière de Lantheuil à Ponts sur Seulles dans le Calvados.
Amateur du jeu de dominos, Louis Félix Étienne est membre du club parisien des Dominotiers, fondé vers 1838 par le sculpteur Dantan le Jeune, et regroupant 70 personnalités de Paris et du Nord de la France.